# Blood Mountain
Blood Mountain är det amerikanska progressiv metal/sludge metal-bandet Mastodons tredje studioalbum, utgivet 12 september 2006 av skivbolaget Reprise Records. Albumet klättrade till #15 på Billboard Top Rock Albums.

## Låtlista
1. "The Wolf Is Loose" – 3:33
2. "Crystal Skull" – 3:23
3. "Sleeping Giant" – 5:35
4. "Capillarian Crest" – 4:24
5. "Circle of Cysquatch" – 3:18
6. "Bladecatcher" (instrumental) – 3:19
7. "Colony of Birchmen" –  4:18
8. "Hunters of the Sky" – 3:50
9. "Hand of Stone" – 3:30
10. "This Mortal Soil" – 4:54
11. "Siberian Divide" – 5:30
12. "Pendulous Skin" (instrumental) – 22:15

## Medverkande
Mastodon
- Troy Sanders – basgitarr, sång
- Brent Hinds – sologitarr, sång, rytmgitarr (på "Sleeping Giant")
- Bill Kelliher – rytmgitarr, sologitarr (på "Sleeping Giant")
- Brann Dailor – trummor, bakgrundssång

Bidragande musiker
- Scott Kelly – sång (på "Crystal Skull")
- Josh Homme – sång (på "Colony of Birchmen")
- Cedric Bixler-Zavala – sång (på "Siberian Divide")
- Isaiah "Ikey" Owens – keyboard (på "Pendulous Skin")
- Erica Brewer, Nicola Shangrow – violin (på "Sleeping Giant")
- Jennifer Ellison – cello (på "Sleeping Giant")
- Jimmy Geofferys – tuba

Produktion
- Matt Bayles – producent, ljudtekniker
- Mastodon – producent
- Eric Searle, Michael Green – pre-produktion
- Doug Hill, Alain Moschulski, Jonathon Debaun – ljudtekniker
- Ben Verellen – assisterande ljudtekniker
- Chris Common – tekniker (trummor)
- Rich Costey – ljudmix
- Pablo Arraya, Jim Keller – assisterande ljudmix
- Vlado Meller – mastering
- Mark Santangelo – assisterande mastering
- Craig Aaronson – omslagsdesign
- Paul Romano – omslagsdesign, omslagskonst